# アハメド・アル＝マクトゥーム
アハメド・アル＝マクトゥーム（アラビア語: أحمد آل مكتوم、ローマ字:Ahmed bin Hasher Al Maktoum、1963年12月31日 - ）は、アラブ首長国連邦の射撃競技選手。2004年アテネオリンピックの金メダリストである。

## 略歴
アハメド・アル＝マクトゥームは、ドバイ首長国を支配しているマクトゥーム家の出身。子供のころから狩猟を嗜んでいたが、34歳になるまで射撃をスポーツとして行ってはいなかった。これより前まではスカッシュを行っており、アラブ首長国連邦のチャンピオンに輝いている。
2004年アテネオリンピックに出場し、8月15日のクレー射撃トラップでは、144ポイントで、惜しくも1ポイント及ばず4位となり、アラブ首長国連邦にはじめてのオリンピックのメダルをもたらすことはできなかった。しかし、8月17日のダブルトラップでは、189ポイントのオリンピックタイ記録で優勝。同国初のオリンピックのメダル、それも金メダルをもたらした。
2008年北京オリンピックでも、前回と同じクレー射撃トラップとダブルトラップの2種目に出場したが、トラップで30位、ダブルトラップで7位という結果に終わっている。